# Газовое
Газовое (укр. Газове) — село в Валковской городской общине Богодуховского района Харьковской области Украины.
Код КОАТУУ — 6321256001. Население по переписи 2001 г. составляет 360 (153/207 м/ж) человек.

## Географическое положение
Село Газовое примыкает к посёлку Привокзальное, через него проходит железная дорога, станция Газовое.
К посёлку примыкает большой лесной массив (дуб) в котором берет начало река Криворотовка.
В лесном массиве находятся садовые участки и пионерские лагеря.

## Экономика
- В селе есть свинотоварная ферма.